# May Mahlangu
May Mahlangu (Secunda, Sudáfrica, 1 de mayo de 1989) es un exfutbolista de Sudáfrica que jugaba en la posición de centrocampista.

## Carrera

### Club
| Periodo   | Club                      | Apariciones | Goles |
| --------- | ------------------------- | ----------- | ----- |
| 2006-2008 | Alexandra United          | 40          | 3     |
| 2008-2013 | Helsingborgs IF           | 98          | 7     |
| 2008–2009 | → IFK Hässleholm (cedido) | 16          | 6     |
| 2014      | IFK Göteborg              | 24          | 5     |
| 2015      | Konyaspor                 | 10          | 1     |
| 2015–2016 | Sint-Truidense VV         | 18          | 2     |
| 2016–2018 | FC Dinamo București       | 62          | 3     |
| 2018–2019 | PFC Ludogorets Razgrad    | 4           | 1     |
| 2019      | → FC Ordabasy (cedido)    | 29          | 3     |
| 2020–2021 | FC Ordabasy               | 22          | 0     |
| 2022      | FC Aksu                   | 3           | 0     |

### Selección nacional
Mahlangu debutó con Sudáfrica en enero de 2012 en un partido amistoso ante Guinea Ecuatorial. Fue convocado para jugar en la Copa Africana de Naciones 2013.
En noviembre de 2014 Mahlangu fue vetado de los Bafana Bafana por no presentarse a los partidos de clasificación para la Copa Africana de Naciones de 2015 ante Sudán y Nigeria, aduciendo fatiga. Jugó 19 partidos internacionales y anotó dos goles hasta su última aparición en 2016.
| N.º | Fecha      | Sede                                     | Rival     | Marcador | Resultado | Torneo                     |
| --- | ---------- | ---------------------------------------- | --------- | -------- | --------- | -------------------------- |
| 1   | 22-12-2012 | Moses Mabhida Stadium, Durban, Sudáfrica | Malaui    | 3–1      | 3–1       | Amistoso                   |
| 2   | 27-1-2013  | Moses Mabhida Stadium, Durban, Sudáfrica | Marruecos | 1–1      | 2–2       | 2013 Africa Cup of Nations |

## Logros

### Club
- Allsvenskan: 2011
- Svenska Cupen: 2010, 2011
- Svenska Supercupen: 2011, 2012
- Cupa Ligii: 2016–17

### Individual
- Mejor jugador de la Allsvenskan en 2011.